# Agrenia riparia
Agrenia riparia is een springstaartensoort uit de familie van de Isotomidae. De wetenschappelijke naam van de soort is voor het eerst geldig gepubliceerd in 1986 door Fjellberg.